# 角川中国語ライトノベル&イラスト大賞
角川中国語ライトノベル&イラスト大賞（かどかわちゅうごくご-ライトノベル-アンド-イラスト-たいしょう）は、日本の出版社・KADOKAWAの台湾現地法人・台湾国際角川書店と中華人民共和国現地法人・広州天聞角川動漫が主催するライトノベルの新人賞。前身は台湾角川ライトノベル&イラスト大賞。

## 概要
ライトノベル大賞（軽小説大賞）長編·短編とイラスト大賞（挿画大賞）の2つの部門に分かれている。

## ライトノベル大賞受賞作·長編
2012
- 金賞
  - 『蒼髮的蜻蜓姬（Dragonfly Princess）』墨熊（中国）  - 『青髪のトンボ姫』、イラスト:DomotoLain
台湾：2012年7月28日発売、ISBN 9789862877975
中国：2012年9月5日発売、ISBN 9787535655851
- 銀賞
  - 『翡翠的香料師（The Fairy Tale of Spice）』貓橘（台湾）  - 『ヒスイの調香師』、イラスト:米栗
台湾：2012年7月28日発売、ISBN 9789862877982
- 銅賞
  - 『替死鬼（Scapegoat）』井士（台湾）  - 『スケープゴート』、イラスト:ekao
台湾：2012年7月28日発売、ISBN 9789862877951
中国：2012年9月5日発売、ISBN 978-7-5356-5588-2
  - 『棺物語』薄葬子（中国）  - 『棺物語』、イラスト:玲奈
台湾：2012年7月28日発売、ISBN 9789862877968
中国：2012年8月20日発売、ISBN 978-7-5356-5549-3
  - 『活死騎士 學聯會校務安全部（Necromantic Knight）』A.K.賽門許（台湾）  - 『死霊騎士』、イラスト:Riv
台湾：2012年7月28日発売、ISBN 9789862877944

2013
- 銀賞
  - 『闇之國的小紅帽(Red Riding Hood in Darkland)』（台湾）  - 『暗い国の赤ずきん』
- 銅賞
  - 『當戀愛成為交易的時候』小鹿（台湾）  -  『恋になってトランザクションする場合』
  - 『托生蓮』Xerses（台湾）